# Wagin
Wagin è una città situata nella regione di Wheatbelt, in Australia Occidentale; essa si trova 230 chilometri a sud-est di Perth ed è la sede della Contea di Wagin. Al censimento del 2006 contava 1.427 abitanti.